# Zero Motorcycles
Zero Motorcycles Inc.

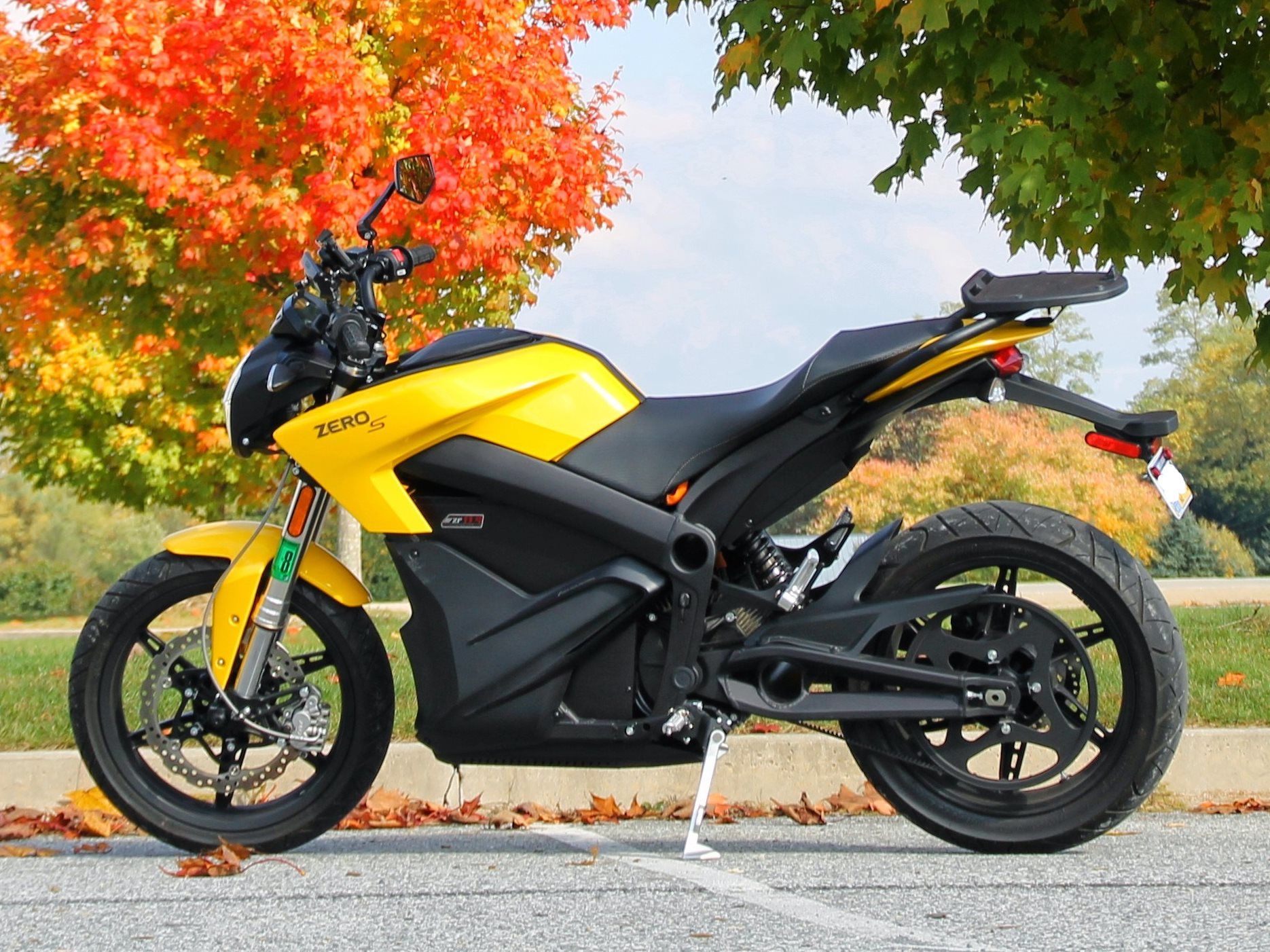
A 2014 Zero S

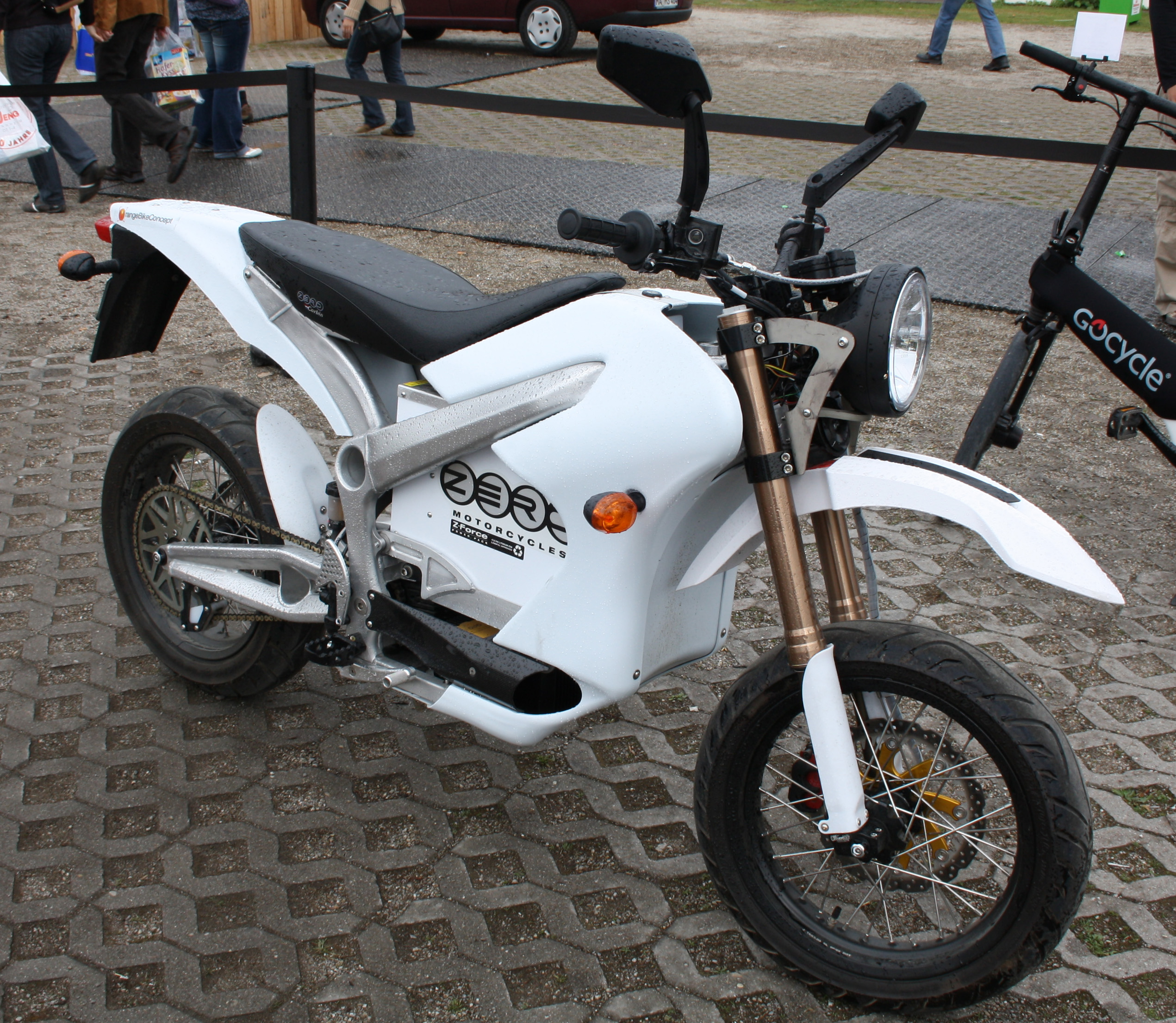
Zero Z-force

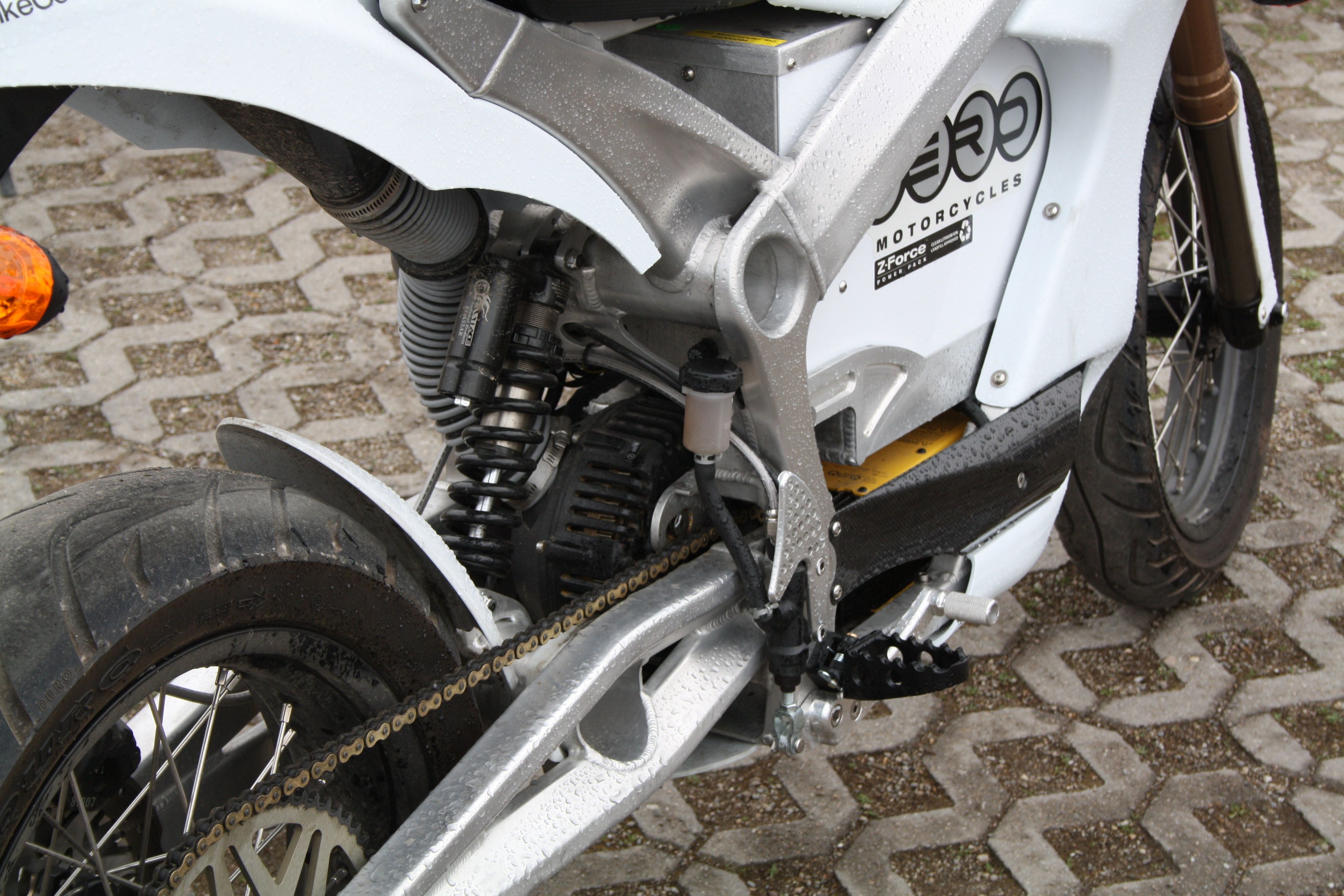
Z-Force электродвигатель и литий ионную батарея

американская частная машиностроительная компания, производящая электромотоциклы, Электроскутеры, одежду и аксессуары, была основана Нилом Сайки (Neil Saiki), бывшим инженером NASA в Santa Cruz (в последующем штаб-квартира перенесена в Scotts Valley штат  California).

## История моделей
- 2007 год. Первый вне дорожный электромотоцикл Zero X. Имел переключатель для максимальной скорости и крутящего момента.[1]
- 2009 год. Electricross - первая в мире 24 часовая гонка на электромотоциклах. Участвует все та же модель Zero X. Выпуск первого уличного легального электромотоцикла Zero S. Выходит Zero MX модификация Zero X с более прочной подвеской.
- 2010 год. Начались поставки модели Zero S. Zero выигрывает первую гонку на электромотоциклах.
- 2011 год. Модель дуал спорт Zero XU основана на той же раме что и первая Zero S. Особенностью Zero XU является съемная батарея. Zero поставляет электроотоциклы в полицейские участки (отдел полиции Scotts Valley штат  California).
- 2012 год. Первые серийные электромотоциклы способные проехать на 1 заряде батарей 100 миль. Модели Zero S и DS. Zero устанавливает мировой рекорд скорости для электрических мотоциклов на знаменитых соляных равнинах Bonneville, достигая в среднем 101,652 миль в час на расстояние в одну милю. В Боготе и Гонконге  полиция начинает патрулировать свои улицы, используя электромотоциклы Zero S и DS.
- 2013 год. Переработка моделей S и DS: увеличение емкости батареи и установка нового бесщеточного двигателя. Представлена модель дуал спорт электромотоцикла Zero FX. Bluetooth приложение, которое позволяет пользователям настраивать параметры производительности с помощью смартфона. Zero участвует в гонке Pikes Peak (Гонке к облакам).
- 2014 год. большая мощность двигателя и появление модели Zero SR. 25 полицейских управлений в США используют электромотоциклы Zero.
- 2015год. Максимальная мощность аккумулятора увеличена до 15.3кВт/ч. Стандартными становятся подвеска Showa и тормоза с АБС.
- 2016 год. Расширение модельного ряда моделями DSR и FXS. DSR основан на прошлой модели DS с более мощным двигателем от SR. FXS - супермото версия FX. Появляется  система зарядки уровня 2. Двигатели SR, DSR и FXS модифицированы для уменьшения тепла при высокой мощности.
- 2017 год. Все модели получают модификацию двигателя - оснащение постоянными магнитами (IPM). Так же все модели получают контроллер большей производительности, обеспечивая увеличенный максимальный крутящий момент и выходную мощность, более широкий ремень усиленный карбоном (ранее используемый только на S ZF13.0). Появляется возможность обновления прошивки через мобильное приложение.
- 2018 год. Обновление батарей ZF14.4, доступную для моделей S и D (вместе с батареей ZF7.2) и моделей SR и DSR.
- 2019 год. Zero SR/F - первый электромотоцикл, в котором применена система контроля устойчивости мотоцикла (MSC) от Bosch, которая на электромотоцикле превосходит аналогичную систему на мотоциклах с использованием ДВС в несколько раз (на мотоциклах с ДВС 200 миллисекунд для дроссельной заслонки и 300-400 миллисекунд для элементов трансмиссии  по сравнению с 60 миллисекунд для системы на Zero SR/F 2019 года) .[2]
- 2020 год. Начинается конкуренция за рынок с такой крупной компанией как Harley-Davidson .[3]